# 大阪市立三稜中学校
大阪市立三稜中学校（おおさかしりつ さんりょう ちゅうがっこう）は、大阪府大阪市住吉区にある公立中学校。
校名の「三稜」は、校名制定当時（1949年）の校区が大阪市立墨江小学校・大阪市立遠里小野小学校・大阪市立清水丘小学校の3小学校の校区だったことで、「3小学校を基盤として、その頂点に立って3校が結ばれて発展する」という意味が込められている。

## 沿革
学制改革と同時の1947年に、住吉区で最初の中学校の一つ・大阪市立住吉第三中学校として創立した。創立当初の校区は、墨江・遠里小野・清水丘・住吉の4小学校の校区だった。しかし翌1948年、大阪市立住吉第五中学校（現在の大阪市立住吉中学校）の新設に伴い、住吉小学校校区を住吉第五中学校校区へと変更した。
地域の宅地化に伴い小学校が増設されたため、1960年代には新設小学校の大阪市立南住吉小学校・大阪市立山之内小学校の校区を中学校校区へと編入している。
一方で地域の生徒の増加によりマンモス校となったため、1970年代には大阪市立大和川中学校と大阪市立墨江丘中学校の2中学校が相次いで分離開校している。

### 年表
- 1947年4月1日 - 大阪市立住吉第三中学校として創立。
- 1948年4月1日 - 大阪市立住吉第五中学校（現在の大阪市立住吉中学校）の創立に伴い校区縮小。
- 1949年5月1日 - 大阪市立三稜中学校に改称。
- 1961年4月1日 - 大阪市立南住吉小学校の開校に伴い、南住吉小学校校区を当校校区に編入。
- 1970年4月1日 - 大阪市立山之内小学校の開校に伴い、山之内小学校校区を当校校区に編入。
- 1972年9月15日 - 分校を設置。1年生を収容。
- 1973年4月1日 - 分校が大阪市立大和川中学校として独立。2年生のうち該当校区（遠里小野・山之内小学校区）在住者を大和川中学校へ移籍。
- 1978年4月1日 - 大阪市立墨江丘中学校を分離。2年生のうち該当校区（墨江・清水丘小学校区）在住者を墨江丘中学校へ移籍。
- 1984年4月12日 - 講堂兼体育館完成。
- 1999年 - 新校舎が完成。

## 通学区域
- 大阪市立南住吉小学校および大阪市立大空小学校の通学区域。

大阪市住吉区 我孫子西、沢ノ町、南住吉、千躰1丁目、殿辻1丁目。

## 出身者
- 西川きよし - 元政治家、タレント
- 桂雀々 - 落語家
- 前田五郎 - タレント
- 岡田斗司夫 - 評論家、プロデューサー
- 二井原実- ロック歌手
- 中島大嘉- サッカー選手
- 千坂恭二- （平野和男）思想家

## 交通
- 南海高野線 沢ノ町駅 北東へ約200m。